# Women’s Movements’ Alliance
Women’s Movements’ Alliance var en organisation för kvinnors rättigheter i Jugoslavien, grundad 1923. Den kallades initialt Feminist Alliance of the Kingdom of Serbs, Croats, and Slovenes, bytte sedan namn till Feminist Alliance (FA—Feministička Alijansa), och slutligen 1926 till Women’s Movements’ Alliance or AŽP—Alijansa ženskih pokreta/Alijansa ženskih pokretov). 
När Jugoslavien grundades 1918 bildades föreningen National Women's Alliance of the Kingdom of Serbs, Croats, and Slovenes för att ena de tidigare separata kvinnorörelserna och samordna dem i den nya staten. Initialt var den denna rörelse dock dominerad av konservativa överklasskvinnor med modesta krav. Professionella medelklasskvinnor med mer moderna feministiska idéer under ledning av Alojzija Štebi bildade därför Feminist Alliance of the Kingdom of Serbs, Croats, and Slovenes för att skapa en mer effektiv och radikal reformrörelse. 